# Engel in Amerika
Engel in Amerika ist eine 2003 unter der Regie des Oscar-Preisträgers Mike Nichols entstandene Fernseh-Miniserie. Die Filmreihe basiert auf einem vielfach ausgezeichneten Theaterstück von Tony Kushner, der auch die Drehbücher schrieb. Dieser erhielt für sein umstrittenes Werk unter anderem den Pulitzer-Preis und den Tony Award für das beste Theaterstück.

## Handlung
Die Geschichte zieht eine bitter-ironische Bilanz der US-Gesellschaft in den 1980er-Jahren. Hauptthemen sind dabei die Reagan-Ära und das Aufkommen von AIDS.
Die Handlung verläuft hauptsächlich in drei verschiedenen Handlungssträngen. Erstens der von Prior Walter, der an AIDS erkrankt ist. Sein Freund Louis verlässt ihn, weil er mit der Situation nicht fertig wird. Zweitens der des Anwalts Joe Pitt, der zwar mit Harper verheiratet ist, aber heimlich seine schwulen Bekanntschaften sucht. Drittens der des Anwalts Roy Cohn, der ebenfalls mit HIV infiziert ist. Er ist ein Vertreter des korrupten Rechtssystems der USA.
In den Geschichten tauchen noch viele weitere Personen auf: die Mutter von Pitt, die ihr Haus in Salt Lake City verkauft und nach New York reist, als sie von der Homosexualität ihres Sohnes erfährt sowie Belize, Krankenpfleger von Roy Cohn und bester Freund von Prior, und die Engel, die immer wieder auftauchen.
In der Verknüpfung der einzelnen Handlungsstränge rechnen Stück und Film mit religiösem Fanatismus, der aufkommenden AIDS-Hysterie, Diskriminierungen verschiedenster Arten und überhaupt zwischenmenschlichen Verhaltensmustern ab.

## Synchronisation
Die Serie wurde bei der FFS Film- & Fernseh-Synchron vertont. Axel Malzacher schrieb das Dialogbuch und führte die Dialogregie.
| Rolle                                                                           | Schauspieler       | Synchronsprecher |
| ------------------------------------------------------------------------------- | ------------------ | ---------------- |
| Roy Cohn                                                                        | Al Pacino          | Frank Glaubrecht |
| Rabbi Isidor Chemelwitz Hannah Porter Pitt Ethel Rosenberg Engel von Australien | Meryl Streep       | Dagmar Dempe     |
| Engel von Amerika Schwester Emily Obdachlose                                    | Emma Thompson      | Marietta Meade   |
| Harper Amaty Pitt                                                               | Mary-Louise Parker | Katrin Fröhlich  |
| Norman Arriaga Mr. Lies Engel von Europa                                        | Jeffrey Wright     | Oliver Feld      |
| Henry                                                                           | James Cromwell     | Joachim Höppner  |
| Joseph Porter Pitt                                                              | Patrick Wilson     | Manou Lubowski   |
| Prior Walter Mann im Park                                                       | Justin Kirk        | Philipp Moog     |

## Kritiken (TV-Serie)
„[Ein] Meilenstein in der Geschichte der Fernseh-Kunst (doch, das gibt es!) […] Wir blicken nicht nur auf Menschen in sehr konkreten Lebens- und Leidenszuständen, wir sehen auch […] ganz direkt […] auf den inneren Zustand einer Nation. […Das Drama] entfaltet dabei vielleicht ein wenig zu viel Trauer und etwas zu wenig Zorn.“

„Kushners Brillanz lässt sich kaum leugnen. […] Nichols' Version hat die Botschaft nicht verwässert, aber sie alleine im Wohnzimmer auf dem Fernseher anzuschauen, reduziert das Ganze auf die Summe seiner Teile. Was fehlt, ist das Gemeinschaftsgefühl des Theaters. Um aus dem Film das meiste herauszuholen, sollte man ihn mit Freunden anschauen. ‚Angels in America‘ verlangt nach Zelebrierung.“

## Auszeichnungen (TV-Serie)
Screen Actors Guild Awards 2004
- Outstanding Performance by a Female Actor in a Television Movie or Miniseries: Meryl Streep
- Outstanding Performance by a Male Actor in a Television Movie or Miniseries: Al Pacino

weitere Nominierungen:
- Outstanding Performance by a Female Actor in a Television Movie or Miniseries: Mary-Louise Parker
- Outstanding Performance by a Female Actor in a Television Movie or Miniseries: Emma Thompson
- Outstanding Performance by a Male Actor in a Television Movie or Miniseries: Justin Kirk
- Outstanding Performance by a Male Actor in a Television Movie or Miniseries: Jeffrey Wright

Golden Globe Awards 2004
- Best Mini-Series or Motion Picture Made for Television
- Best Performance by an Actor in a Mini-Series or a Motion Picture Made for Television: Al Pacino
- Best Performance by an Actor in a Supporting Role in a Series, Mini-Series or Motion Picture Made for Television: Jeffrey Wright
- Best Performance by an Actress in a Mini-Series or a Motion Picture Made for Television: Meryl Streep
- Best Performance by an Actress in a Supporting Role in a Series, Mini-Series or Motion Picture Made for Television: Mary-Louise Parker

weitere Nominierungen:
- Best Performance by an Actor in a Supporting Role in a Series, Mini-Series or Motion Picture Made for Television: Ben Shenkman
- Best Performance by an Actor in a Supporting Role in a Series, Mini-Series or Motion Picture Made for Television: Patrick Wilson

Emmy Awards 2004
- Outstanding Art Direction for a Miniseries, Movie or a Special
- Outstanding Casting for a Miniseries, Movie or a Special
- Outstanding Directing for a Miniseries, Movie or a Dramatic Special
- Outstanding Lead Actor in a Miniseries or a Movie: Al Pacino
- Outstanding Lead Actress in a Miniseries or a Movie: Meryl Streep
- Outstanding Supporting Actor in a Miniseries or a Movie: Jeffrey Wright
- Outstanding Supporting Actress in a Miniseries or a Movie: Mary-Louise Parker
- Outstanding Writing for a Miniseries, Movie or a Dramatic Special
- Outstanding Single-Camera Sound Mixing for a Miniseries or a Movie
- Outstanding Miniseries
- Outstanding Makeup for a Miniseries, Movie or a Special (Non-Prosthetic)

weitere Nominierungen:
- Outstanding Cinematography for a Miniseries or Movie
- Outstanding Costumes for a Miniseries, Movie or a Special
- Outstanding Hairstyling for a Miniseries, Movie or a Special
- Outstanding Lead Actress in a Miniseries or a Movie: Emma Thompson
- Outstanding Main Title Design
- Outstanding Single-Camera Picture Editing for a Miniseries, Movie or a Special
- Outstanding Special Visual Effects for a Miniseries, Movie or a Special
- Outstanding Supporting Actor in a Miniseries or a Movie: Ben Shenkman
- Outstanding Supporting Actor in a Miniseries or a Movie: Justin Kirk
- Outstanding Supporting Actor in a Miniseries or a Movie: Patrick Wilson